# Pentium Pro
Pentium Pro (произносится: Пентиум Про) — процессор Intel шестого поколения, совместимый с архитектурой x86.
Был анонсирован 1 ноября 1995 года, однако доступен стал несколько позже. Первоначально планировалось заменить этим процессором всю линейку Pentium, но в дальнейшем от этих планов Intel отказалась и процессор позиционировался, в основном, как процессор для серверов и рабочих станций. Кроме того, процессор мог быть использован при сборке многопроцессорной конфигурации (до 4 процессоров).

## Модели
Процессоры, произведённые под маркой Pentium Pro, выпускались только на одном ядре, известным под кодовым названием P6 (название указывало на принадлежность процессора к шестому поколению). Были выпущены модели с тактовой частотой 150, 166, 180 и 200 МГц. Также был выпущен инженерный образец с частотой 133 МГц, однако в широкую продажу он не поступил.

### P6
Несмотря на схожее название ядра (Pentium), оно сильно отличалось от всех предыдущих. Помимо абсолютно новой архитектуры, разработанной независимо от процессоров пятого поколения, этот процессор отличало применение технологии динамического исполнения (изменения порядка исполнения инструкций) и двойной независимой шины (Dual independent bus), благодаря чему сняты ограничения на пропускную способность памяти.
Процессор был заключён в 387-контактный корпус типа SPGA, устанавливаемый в Socket 8, который механически не был совместим ни с одним ранее выпускавшимся разъёмом. Socket 8 разрабатывался с учетом того, чтобы объединить до 4 процессоров в многопроцессорную структуру MPS. В одном корпусе размещалось сразу два кристалла — само ядро процессора и кэш-память L2. Кроме того, была добавлена ещё одна шина, которая соединяла процессор с кэшем L2. В результате всего этого был впервые применён кэш L2, работающий на частоте ядра.
Кэш первого уровня составлял 16 КБ, а кэш L2 первоначально имел размер 256 КБ (также выпускались процессоры Pentium Pro 166 и 200 с кэшем L2 объёмом 512 КБ), однако 18 августа 1997 года был анонсирован процессор Pentium Pro 200 с 1 МБ кэш-памяти L2 на борту (два кристалла кэш-памяти L2 по 512 КБ). Pentium Pro был очень дорогим (Pentium Pro 200 с 1 МБ L2 первоначально стоил 2675 $) ввиду того, что теперь в корпусе находилась дорогая по себестоимости кэш-память L2. Разрядность шины адреса составляла 36 бит.
Pentium Pro не поддерживал технологии MMX. При 32-битных вычислениях и многозадачности он значительно превосходил по производительности Pentium, но в 16-битных приложениях проигрывал ему.

## Технические характеристики ядра P6

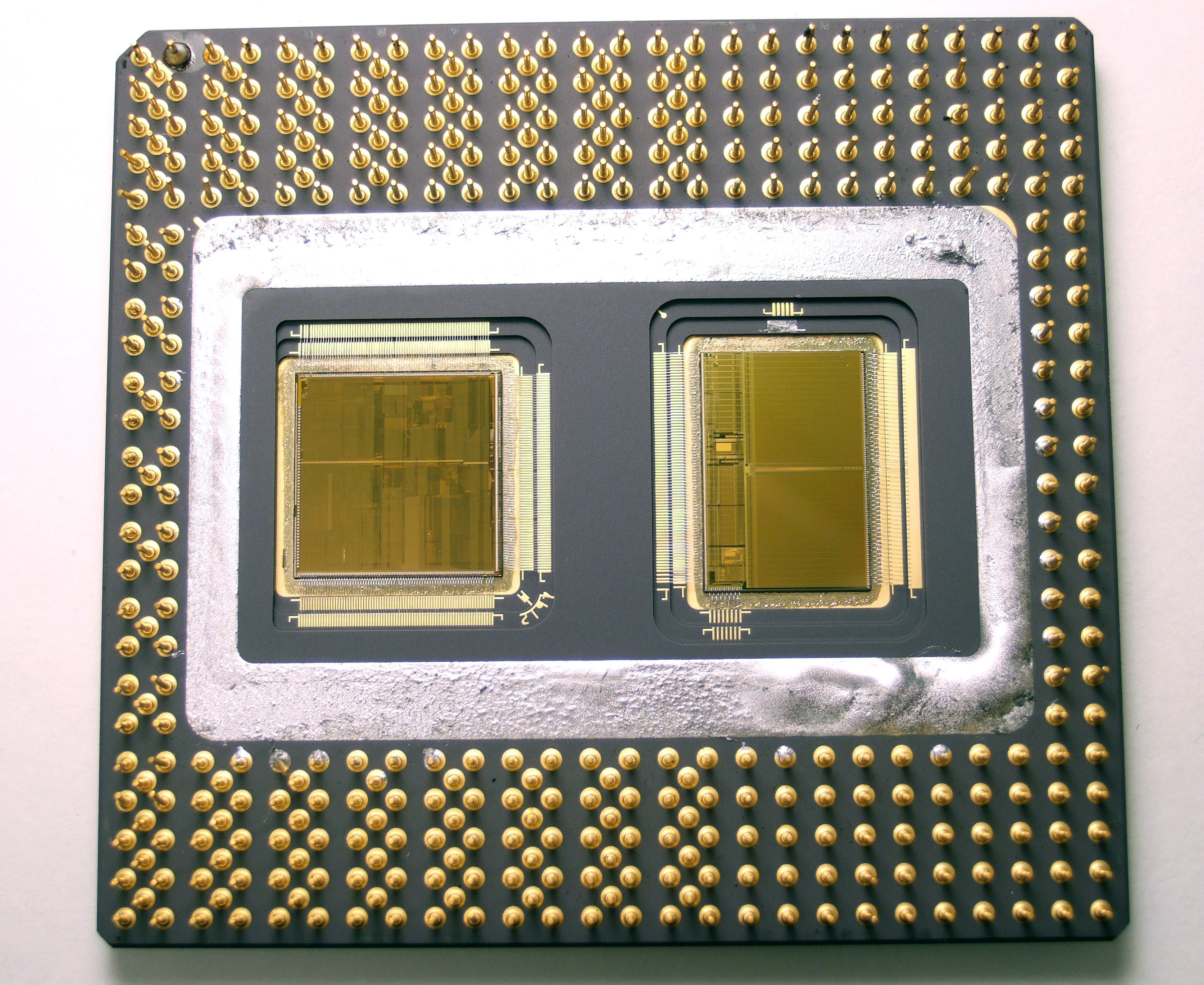
Pentium Pro 256 со снятой нижней крышкой

- Дата анонса первой модели: 1 ноября 1995 года
- Тактовые частоты (МГц): 150, 166, 180, 200
- Частота системной шины (FSB) (МГц): 60, 66
- Размер кэша L1 (Кбайт): 8 (для данных) + 8 (для инструкций)
- Напряжение питания: 3,1 или 3,3 В
- Количество транзисторов в ядре (млн): 5,5
- Площадь кристалла ядра (кв. мм): 195 или 306
- Адресуемая память: 64 Гбайт
- Разрядность регистров: 32
- Разрядность внешней шины: 64
- Разрядность шины адреса: 36
- Размер кэша L2 (Кбайт): 256 Кбайт (для Pentium Pro 166 также 512 КБ, для Pentium Pro 200 также 512 КБ и 1 МБ)
- Максимальное тепловыделение (Вт): 47
- Техпроцесс (мкм): 0,5, 0,35
- Разъём: Socket 8
- Корпус: 387-контактный SPGA

## Список микропроцессоров Pentium Pro
| Модель          | Частота | Кэш первого уровня | Кэш второго уровня | Технология   | Частота FSB | Напряжение | TDP    | Сокет         | Дата выпуска |
| --------------- | ------- | ------------------ | ------------------ | ------------ | ----------- | ---------- | ------ | ------------- | ------------ |
| Pentium Pro 150 | 150 МГц | 8+8 КБ             | 256 КБ             | 0,60/0,60 μm | 60 МГц      | 3,1v       | 29,2 W | Socket 8 PGA  | 1.11.1995    |
| Pentium Pro 166 | 166 МГц | 8+8 КБ             | 512 КБ             | 0,35/0,35 μm | 66 МГц      | 3,3v       | 35 W   | Socket 8 PGA  | 1.11.1995    |
| Pentium Pro 180 | 180 МГц | 8+8 КБ             | 256 КБ             | 0,35/0,50 μm | 60 МГц      | 3,3v       | 31,7 W | Socket 8 PGA  | 1.11.1995    |
| Pentium Pro 200 | 200 МГц | 8+8 КБ             | 256 КБ             | 0,35/0,50 μm | 66 МГц      | 3,3v       | 35 W   | Socket 8 PGA  | 1.11.1995    |
| Pentium Pro 200 | 200 МГц | 8+8 КБ             | 512 КБ             | 0,35/0,35 μm | 66 МГц      | 3,3v       | 37,9 W | Socket 8 PGA  | 1.11.1995    |
| Pentium Pro 200 | 200 МГц | 8+8 КБ             | 1024 КБ            | 0,35/0,35 μm | 66 МГц      | 3,3v       | 47 W   | Socket 8 PPGA | 18.08.1997   |